# Lista de medalhas por bravura

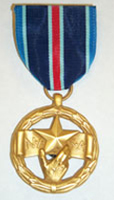
Medalha de Bravura Excepcional da NASA.

Esta lista de medalhas por bravura é um índice de artigos sobre medalhas notáveis concedidas por bravura ou valor. Estas medalhas, geralmente associadas a forças militares, forças policiais ou outras entidades de segurança pública, são atribuídas a pessoal que serviu com bravura, muitas vezes para aqueles que se envolveram em atos específicos de bravura ou valor.

## Medalha de Bravura
Como nome formal em inglês de Medalha de Bravura (em inglês:  Bravery Medal) pode referir-se a:
- A Medalha de Bravura da Austrália
- A Medalha de Bravura da Nova Zelândia
- A Medalha de Bravura de Fiji

## Medalha de Bravura ou Medalha de Valor
Várias nações de língua inglesa têm uma medalha chamada "Medalha de Bravura" ou "Medalha de Valor", incluindo Canadá e Tanzânia. As três Condecorações de Bravura do Canadá foram criadas em 1972, para reconhecer pessoas que arriscaram suas vidas para tentar salvar ou proteger a vida de outras pessoas: a Cruz do Valor (em inglês:  Cross of Valour, CV) reconhece atos de coragem mais evidentes em circunstâncias de extremo perigo; a Estrela da Coragem (em inglês:  Star of Courage, SC) reconhece atos de coragem evidentes em circunstâncias de grande perigo; e a Medalha de Bravura (em inglês:  Medal of Bravery, MB) reconhece atos de bravura em circunstâncias perigosas. As nações que não falam inglês que têm ou tiveram uma Medalha de Bravura incluem:
- Albânia – Medalja e Trimërisë (1945–1982)
- Império Austríaco e Áustria-Hungria - Tapferkeitsmedaille ou Medalha por Bravura, concedida de 19 de julho de 1789 a 1918
- Bangladesh – Bir Sreshtha, Bir Uttam, Bir Bikram, Bir Protik (concedido apenas por bravura suprema na Guerra de Libertação de 1971)
- Bélgica – Médaille pour acte de courage, de dévouement et d'humanité (em português:  Medalha por ato de coragem, dedicação e humanidade)
- Bósnia e Herzegovina – Republika Srpska – Medalha de Bravura, em homenagem a Gavrilo Princip
- China – Hong Kong:
  - Medalha por Bravura (Ouro) (1997–)
  - Medalha por Bravura (Prata) (1997–)
  - Medalha por Bravura (Bronze) (1997–)
- Tchecoslováquia - Československá medaile Za chrabrost před nepřítelem" (Medalha Tchecoslovaca por Bravura Diante do Inimigo) (1940-)
- Estados alemães:
  - Baviera - oficialmente a Militär-Verdienst Medaille (Medalha do Mérito Militar), mas comumente referida como Tapferkeitsmedaille (1794–1918)
  - Saxe-Altemburgo – Tapferkeitsmedaille (1915–1918)
- Hungria – Vitézségi Érem (1922–1944)
- Irã – Medalha por Bravura
- Iraque – Nut al-Shujat
- Irlanda – Comhairle na Míre Gaile
- Índia – Param Vir Chakra
- Montenegro – Медаља за храброст (1841–1918)
- Polônia – Cruz do Valor (Krzyż Walecznych) (1920-)
- Rússia – За отвагу (Medalha por Bravura) (1938-)
- Arábia Saudita – Nut al-Shaja'at
- Sérvia:
  - Medalja za hrabrost (1913–1918; 1990–)
  - Medalha por Bravura (1912)
- África do Sul:
  - Medalha do Rei da União da África do Sul por Bravura, Ouro (1939–1952)
  - Medalha do Rei da União da África do Sul por Bravura, Prata (1939–1952)
  - Medalha da Rainha da União da África do Sul por Bravura, Ouro (1952–1961)
  - Medalha da Rainha da União da África do Sul por Bravura, Prata (1952–1961)
- Suécia:
  - För tapperhet i fält (Pelo Valor no Campo) e För tapperhet Until sjöss (Pelo Valor no Mar) concedidos em prata a partir de 28 de maio de 1789 a soldados, marinheiros e suboficiais.
  - A partir de 1806 complementado por medalhas de ouro para oficiais.
- Tailândia – เหรียญกล้าหาญ (Medalha de Bravura) (1941-)
- Emirados Árabes Unidos – Nut al-Shaja'at
- Iugoslávia (Reino) – Medalja za hrabrost (1918–1941)
- Iugoslávia (RSFI) – Medalja za hrabrost (1943–1991)

## Medalha de Valor
Existem várias outras condecorações de vários países que são habitualmente traduzidas usando outros sinônimos de bravura, mas ocasionalmente são traduzidas como "bravura". Estas incluem a Medalha Soviética "Pelo Valor" e a Medalha de Valor de Israel. As medalhas que incluem especificamente "valor" incluem:
| País           | Prêmio                                                   | Descrição |
| -------------- | -------------------------------------------------------- | --- |
| França         | Cruz do Valor Militar                                    | Concedida a militares e civis vinculados ao Ministério das Forças Armadas que tenham realizado uma ou mais ações brilhantes em operações externas. |
| Estados Unidos | Medalha de Valor dos Heróis do 11 de Setembro            | Concedida pelo governo dos Estados Unidos, criada especificamente para homenagear os funcionários de segurança pública que foram mortos no cumprimento do dever durante os ataques terroristas de 11 de setembro de 2001 no World Trade Center e no Pentágono                                 |
| Alemanha       | Cruz de Honra da Bundeswehr pelo Valor                   | A classe mais alta da Cruz de Honra da Bundeswehr concedida por "...um ato de bravura diante de um perigo excepcional para a vida e a integridade física, ao mesmo tempo que demonstra força de permanência e serenidade, a fim de cumprir a missão militar de uma forma eticamente correta." |
| Estados Unidos | Medalha de Valor do FBI                                  | Apresentado pelo Federal Bureau of Investigation em reconhecimento de um ato excepcional de heroísmo ou risco voluntário de segurança pessoal e vida |
| Itália         | Medalha de Ouro de Valor Militar                         | Estabelecida em 21 de maio de 1793 pelo rei Vítor Amadeu III da Sardenha |
| Estados Unidos | Medalha de Valor da Polícia de Los Angeles               | A mas alta medalha de aplicação da lei concedida pelo Departamento de Polícia de Los Angeles |
| Estados Unidos | Medalha de Maryland por Valor                            | Concedida a membros da Guarda Nacional de Maryland em reconhecimento a atos de heroísmo pessoal |
| Canadá         | Medalha de Valor Militar                                 | Terceiro mais alto prêmio do Canadá por valor militar |
| Estados Unidos | Medalha de Valor (Patrulha Aérea Civil)                  | Uma condecoração que pode ser concedida a um membro da Patrulha Aérea Civil, o auxiliar civil oficial da Força Aérea dos Estados Unidos |
| Israel         | Medalha de Valor                                         | É a mais alta condecoração militar israelense |
| Estados Unidos | Medalha de Valor do Departamento de Polícia de Nova York | Conferida a policiais da cidade de Nova York por atos de notáveis de bravura pessoal |
| Filipinas      | Medalha de Valor das Filipinas                           | O maior prêmio militar concedido pelas Forças Armadas das Filipinas |
| Singapura      | Pingat Keberanian                                        | Medalha de Valor de Singapura, concedida por um ato de coragem e galanteria em circunstâncias de perigo pessoal |
| Estados Unidos | Medalha de Valor do Oficial de Segurança Pública         | Concedida a policiais, bombeiros e outros funcionários de serviços de emergência americanos pelo Departamento de Justiça dos Estados Unidos |
| Itália         | Medalha de Prata de Valor Militar                        | Segunda mais alta medalha italiana criada em 1833 pelo rei Carlos Alberto da Sardenha |
| Estados Unidos | Medalha de Valor do Texas                                | Concedida a membros das forças militares estaduais pelo governador do Texas por atos de heroísmo pessoal |
| Uzbequistão    | Medalha de Valor                                         | Concedido a civis e militares pelo Presidente do Uzbequistão por demonstrações de coragem, profissionalismo e lealdade ao Uzbequistão. |
| Portugal       | Medalha de Valor Militar                                 | Medalha criada em 2 de Outubro de 1863, para premiar feitos notáveis de coragem e abnegação, inicialmente com dois graus - ouro e prata - e depois adicionado um terceiro grau de cobre. |